# يو إف سي 169
يو إف سي 169: باراو ضد فابر 2 (بالإنجليزية: UFC 169: Barão vs. Faber 2)‏ هو حدث لفنون القتال المختلطة نظمته يو إف سي، أُقيم في 1 فبراير 2014، على مركز الحصافة في نيوآرك، نيو جيرسي، الولايات المتحدة.